# Gemaal C. Mantel
Gemaal C. Mantel is een in 2017 in gebruik genomen boezemgemaal even ten noorden van Schardam, gemeente Edam-Volendam, dat water uit de Schermerboezem via de Beemsteruitwatering en de Korsloot in het Markermeer pompt.
Het gemaal is gebouwd in opdracht van het Hoogheemraadschap Hollands Noorderkwartier, heeft een capaciteit van 2000 m3 per minuut en is vernoemd naar waterschapsbestuurder Cees Mantel
In verband met de klimaatverandering wordt de gezamenlijke capaciteit van de eerdergebouwde boezemgemalen, het Zaangemaal (1966) in Zaandam en De Helsdeur (1972) bij Den Helder, niet meer toereikend geacht. Daarom is, behalve dit gemaal, in 2023 ook het Gemaal Monnickendam bij Monnickendam gereedgekomen.
In droge periodes is het gemaal geschikt om water uit het Markermeer op te voeren naar de Schermerboezem met een capaciteit van 600 m3 per minuut.
Het gemaal is vernoemd naar voormalig hoogheemraad Cees Mantel, die de opening van het gemaal zelf heeft verricht.